# 利安臣·迪亞斯·達·施華
利安臣·迪亞斯·達·施華（Leandson Dias da Silva，1981年4月4日—），巴西足球運動員，司職前鋒。
列高在聖保羅開始他的職業生涯，他與巴西國腳和AC米蘭中場卡卡份屬隊友。他還效力甘美奧。列高在2005年轉會到巴林球會穆哈拉克，並已踢了三個賽季。
上賽季列高射入不少入球，領導穆哈拉格向聯賽冠軍進發。列高在最後一秒射入十二碼，協助穆哈拉格奪得聯賽冠軍。列高還幫助穆哈拉格以2-1擊敗利法奪得王儲杯，並幫助穆哈拉格的殺到2006年的亞足聯杯決賽中惜敗。在2006-07 賽季，他在23場聯賽拿下了25球，幫助穆哈拉格奪得總冠軍。穆哈拉格也贏得了王儲杯，但是因為他在半決賽作出不正確的行為而被停賽。

## 外部鏈接
- Soccerway資料庫：利安臣·迪亞斯·達·施華